# Центральное кладбище №1 (Кемерово)
Центральное кладбище №1 — одно из крупнейших и старейших кладбищ в Заводском районе города Кемерово.
Центральное кладбище основано в конце 1930-х гг., однако на нём имеются захоронения гораздо раннего периода. Предположительно, было основано жителями деревни Куро-Искитим в конце XIX века. На кладбище расположено большое количество захоронений известных жителей города, а также Героев Советского Союза и России. На Центральном кладбище расположено более 30 тыс. захоронений, при этом большое количество из них находятся в запустении.

## Расположение
Центральное кладбище №1 расположено на пересечении улиц Базовой и Баумана в Заводском районе города Кемерово. Кладбище делится на старое, татарское и новое захоронения, появившиеся на его территории в разные периоды. Ближайшие остановки общественного транспорта — «Базовая улица» и «улица Баумана». В христианские праздники автобусные маршруты доставляют пассажиров до кладбища бесплатно.

## История
Старейшим кладбищем города считает кладбище деревни Красной (ныне Рудничное кладбище), основанное на правом берегу реки Томь в середине XIX века на территории существовавшей ранее деревни Красной, ныне Рудничный район города Кемерово. Также, статус старейшего кладбища с ним делит кладбище Кировского района, появившееся в начале XX века. Центральное кладбище №1 появилось в конце XIX века: здесь хоронили жителей деревни Куро-Искитим. Позднее, после расширения границ города и ликвидации деревни, территория кладбища вошла в состав города Кемерово. С середины 1960-х гг. на кладбище стали хоронить известных кемеровчан: военных, деятелей культуры, архитекторов, спортсменов и управленцев.

## Часовня
К югу от кладбища расположена часовня святителя Николая Чудотворца, в которой проходят отпевания покойных. Строительство началось в октябре 2011 года по инициативе заместителя губернатора Кемеровской области Антона Сибиля в память о его отце, Валерии Сибиле. Часовня была освящена 23 мая 2012 года митрополитом Кемеровским и Новокузнецким Аристархом. Позднее, рядом с церковью появился ритуальный зал «Пирамида» и открыто производство надгробий.

## Известные люди, захороненные на кладбище
- Тулеев, Аман Гумирович — российский государственный и политический деятель, Губернатор Кемеровской области в 1997-2018 гг., кандидат в президенты РСФСР и РФ в 1991 г., 1996 г. и 2000 г., ректор Кузбасского регионального института развития профессионального образования в 2018-2023 гг.
- Васильев, Илларион Романович — один из 28 героев-панфиловцев, Герой Советского Союза (1942).
- Степанов, Николай Петрович — участник Великой Отечественной войны, Герой Советского Союза (1943).
- Мартемьянов, Владимир Давыдович — советский лётчик-спортсмен, первый советский абсолютный чемпион мира по высшему пилотажу, заслуженный мастер спорта СССР (1966).
- Шубников, Александр Павлович — участник Великой Отечественной войны, Герой Советского Союза (1945).
- Заузелков, Виктор Иванович — российский государственный деятель, Почётный гражданин Кемеровской области.
- Сырельщиков, Илья Павлович — участник русско-японской войны, матрос крейсера «Варяг», участник боя у Чемульпо.
- Шатин, Геннадий Николаевич — участник Великой Отечественной войны, Герой Советского Союза (1946).
- Квитович, Дмитрий Константинович — участник Великой Отечественной войны, Герой Советского Союза (1943).
- Сухацкий, Владимир Александрович — журналист, краевед, учёный-историк, автор работ по истории города Кемерово и Кузбасса.
- Бобров, Александр Константинович — артист оперетты, оперный певец. Народный артист РСФСР (1965). Герой Кузбасса (2015).
- Моисеенко, Лев Константинович — советский архитектор, автор проектов зданий в историческом центре города Кемерово.
- Барбараш, Леонид Семёнович — советский и российский кардиохирург, основатель и первый директор ГБУЗ «Кузбасский клинический кардиологический диспансер имени академика Л.С. Барбараша», член-корреспондент РАМН.